# Diocesi di Tarasa di Bizacena
La diocesi di Tarasa di Bizacena (in latino Dioecesis Tarasensis in Byzacena) è una sede soppressa e sede titolare della Chiesa cattolica.

## Storia
Tarasa di Bizacena, nell'odierna Tunisia, è un'antica sede episcopale della provincia romana di Bizacena.
Unico vescovo attribuibile con certezza a questa diocesi africana è Domnino, il cui nome figura al 34º posto nella lista dei vescovi della Bizacena convocati a Cartagine dal re vandalo Unerico nel 484; Domnino, come tutti gli altri vescovi cattolici africani, fu condannato all'esilio.
Più incerta invece è l'attribuzione della sede vescovile di Zosimo, che prese parte al concilio di Cartagine convocato il 1º settembre 256 da san Cipriano per discutere della questione relativa alla validità del battesimo amministrato dagli eretici, e figura al 56º posto nelle Sententiae episcoporum. Questo vescovo viene assegnato dagli autori o a Tarasa di Bizacena o a Tarasa di Numidia.
Dal 1933 Tarasa di Bizacena è annoverata tra le sedi vescovili titolari della Chiesa cattolica; dal 27 febbraio 2020 il vescovo titolare è Gregory James Studerus, già vescovo ausiliare di Newark.

## Cronotassi

### Vescovi residenti
- Zosimo ? † (menzionato nel 256)
- Domnino † (menzionato nel 484)

### Vescovi titolari
- Agostino Ferrari Toniolo † (23 gennaio 1967 - 13 novembre 2004 deceduto)
- Peter Joseph Hundt (11 febbraio 2006 - 1º marzo 2011 nominato vescovo di Corner Brook-Labrador)
- Eduardo José Castillo Pino (14 marzo 2012 - 2 ottobre 2019 nominato arcivescovo di Portoviejo)
- Gregory James Studerus, dal 27 febbraio 2020